# Паљење Рајхстага
Паљење Рајхстага је назив за подметнути пожар државног парламента Немачке у Берлину 27. фебруара 1933. године.
Немачки нацисти су паљење зграде државног парламента искористили за потпуно преузимање власти и стварање система у коме је Адолф Хитлер имао неограничена права. На лицу места ухапшен је Маријус ван дер Лубе, али злочин паљења није доказан.
Паљење највишег дома Немачке протумачен је као један од прекретница у стварању нацистичке Немачке са великом политичким последицама. Исте ноћи ухапшено је око 4.000 људи, укључујући комунистичке посланике и руководиоце, а дан након тога потписана је Одредба за заштиту народа и државе којом су укинута основна грађанска права. Овиме су основна грађанска права, гарантована Вајмарским уставом, била ван снаге што је отворило пут прогону политичких противника. Овај догађај је био одлучијући у стварању националсоцијалистичке диктатуре.
Крајем марта проглашен је Закон о посебним овлашћењима, почетком маја распуштени су синдикати, а у јуну и јулу и све политичке партије. Прогони су се проширили и на истакнуте научнике и уметнике, па су Немачку напустили, међу осталима, Алберт Ајнштајн, Бертолт Брехт, Ерих Марија Ремарк и породице Томаса и Хајнриха Мана.

## Политичка позадина
Паљење Рајхстага се десио пред парламентарне изборе 5. марта 1933. Прва истраживања нациста са места злочина указивала су да се радило о наводном комунистичком устанку. Други посматрачи сматрали су да се радило о акцији нових власти да легитимишу планиране политичке одмазде.
Непосредни резултати су били да националсоцијалисти изађу на изборе под паролом „Рат против Марксизма“. Пожар је дао партији велике могућности радикализације и коришћење инструмената силе против левичарских партија.
Само у ноћи пожара је Херман Геринг, тада министар унутрашњих послова Пруске, забранио комунистичку штампу. Само у Берлину је 1.500 чланова комунистичке партије ухапшено.
За осумњиченог Маријуса ван дер Лубеа се испоставило да има везе и са социјалдемократском партијом па су се и они нашли у фокусу власти.

## Политичке последице
Дан после пожара Хитлер од председника Хинденбурга затражио и добио Декрет о пожару у Рајхстагу, који је Хинденбург озаконио користећи члан 48 Вајмарског устава. Декрет је суспендовао већину грађанских слобода у Немачкој и нацисти су га искористили за забране издања која нису сматрали пријатељским према нацистичким циљевима. Упркос чињеници да је Маринус ван дер Лубе тврдио да је деловао сам, Хитлер је по добијању ванредних овлашћења, објавио да је то почетак комунистичке завере да преузму Немачку. Нацистичке новине су даље ширили ову вест. Ово је изазвало панику међу Немцима и даље изоловало комунисте од народа; даље, на хиљаде комуниста је ухапшено наредних дана (укључујући и вође Комунистичке партије Немачке) по оптужници да Комунистичка партија припрема пуч. Због прогоњеног учешћа комуниста на изборима (који су претходно имали 17% гласова), нацисти су успели да повећају свој удео гласова на изборима 5. марта са 33% на 44%. Ово је нацистима и њиховим савезницима Немачком националном народном партијом (који су освојили 8% гласова), већину од 52% у Рајхстагу.
Иако су нацисти освојили релативну већину, нису успели да постигну свој циљ од 50-55% гласова на тим изборима. Сматрали су да ће им ово сметати да остваре свој наредни циљ, усвајање Закона о посебним овлашћењима, за шта је била потребна двотрећинска већина. Међутим, постојали су битни фактори који су ишли у Хитлерову корист. То су били: настављени прогон Комунистичке партије и нацистичка могућност да профитирају на питањима националне безбедности. Даље, неки посланици Социјалдемократске партије (која би једино гласала против Закона о посебним овлашћењима) су били спречени да заузму своја места у Рајхстагу, услед хапшења и испитивања од стране СА одреда. Због тога, социјалдемократе нису имале пун број посланика при гласању. Закон о посебним овлашћењима, који је Хитлеру дао право да влада преко декрета, је усвојен без проблема 23. марта 1933. Он је добио подршку десничарске Немачке националне народне партије, католичке Партије центра и неколико подељених странака средње класе. Овај закон је ступио на снагу 27. марта и Хитлер је ефективно постао диктатор Немачке.
Већ 20. марта, под вођством СС, основан је логор Дахау, а убрзо још њих шест. У јулу 1933. у Немачкој је било око 27 хиљада политичких затвореника, а на почетку Другог светског рата тај број је порастао на милионе.